# 董兆伟
董兆伟（1967年7月—），男，汉族，河北石家庄人，中华人民共和国政治人物，1987年7月参加工作，中国共产党党员，在职研究生学历，北京航空航天大学工学博士学位，教授，博士生导师。现任河北省人民政府副省长，中共河北省委教育工委书记，河北省教育厅党组书记、厅长。
历任河北师范大学教务处副处长；河北师范大学职业技术学院院长；河北职教研究所所长；河北工业职业技术学院党委副书记、院长，党委书记；河北广播电视大学党委副书记、校长。
2015年11月至2021年9月，任河北经贸大学党委书记。2021年9月，任河北省委教育工委书记，省教育厅党组书记、厅长。2023年1月，当选河北省人民政府副省长，并继续担任教育厅厅长、党组书记、省委教育工委书记职务。
他是中国共产党河北省第十届委员会委员。